# Brede Mette

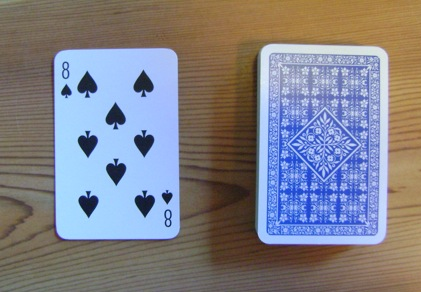
Stock- und aufgedeckte Trumpfkarte

Brede Mette oder Bræ'e Mæt ist ein dänisches Kartenspiel, aus Fünen für 2 oder mehr Spieler. Es erinnert an das nordjütländische Spiel Rakker. Es wird in Dänemark seit mindestens 1950 gespielt.

## Karten
Die Joker werden aus einem 52-Blatt dänisches Bild entfernt. Asse sind hoch, Zweier niedrig. Die höchste Karte ist das Trumpf-Ass. Die Herzdame kann nicht geschlagen werden, sondern nur weitergegeben oder aufgenommen werden.

## Vorbereitung
Der erste Geber wird auf eine vereinbarte Weise ausgewählt. Der Kartengeber mischt die Karten und gibt jedem Spieler 3 Karten. Der Rest wird verdeckt als Stock abgelegt und die oberste Karte wird aufgedeckt und daneben abgelegt. Diese aufgedeckte Karte bestimmt die Trumpffarbe. Die Karten der Trumpffarbe können alle Karten jeder Nebenfarbe außer ♦Q schlagen.

## Spielverlauf

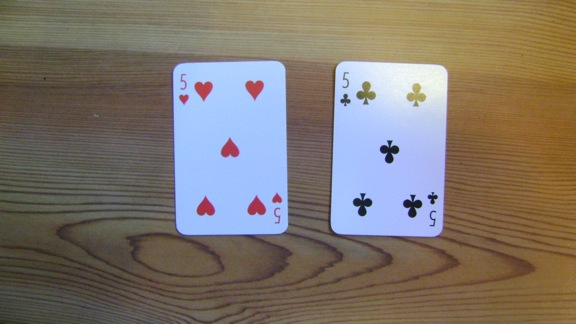
Zwei Karten werden ausgespielt

Vorhand (d. h. der Spieler links vom Geber) beginnt, indem eine oder mehrere Karten mit gleichem Rang auf den Tisch gelegt werden, z. B. zwei Fünfer. Wenn einer der Mitspieler ebenfalls eine Karte dieses Rang hat, hier ein weiterer Fünfer, kann sie hinzugefügt werden, bevor dem 2. Spieler, der Reihe nach, eine Karte zugegeben hat. Jetzt muss der 2. Spieler entweder a) die auf den Tisch gelegten Karten einzeln schlagen (in diesem Fall ♥5 und ♣5) oder b) eine Karte derselben Rang halten, z. B. ♦5, und den Stapel mit 3 Karten an Vorhand zurückgeben oder c) alle 3 Karten einzeln schlagen (wenn er z. B. mehr Karten loswerden möchte). Wenn dies gelingt nicht, muss der 2. Spieler die Karte(n) aufnehmen und der 3. Spieler ist an der Reihe. Jedes Mal, wenn ein Spieler weniger als drei Karten auf der Hand hat, müssen weitere Karten gezogen werden, um wieder auf drei zu kommen. Dies geschieht, sobald die Anzahl der Karten unter 3 fällt, was während einer Runde mehrmals vorkommen kann. Wenn nicht genügend Karten auf dem Stock sind, zieht der Spieler alle übrigen.

## Tauschen
Das Tauschen funktioniert folgendermaßen. Angenommen, Kreuz ist Trumpf und Vorhand beginnt damit, dass ♥D und ♠D auf den Tisch gelegt werden. Wenn der 2. Spieler beispielsweise ♣2 und ♣J hat, können diese Trümpfe auf die zwei Damen gelegt werden, um beide einzeln zu schlagen. Da nur noch eine Karte übrig ist, zieht der zweite Spieler nun 2 Karten vom Stock und wenn es sich dabei um den ♥K und ♠K handelt, können die Trümpfe erneut aufgenommen und die beiden Könige auf die Damen gespielt werden, um sie zu schlagen. Anders gesagt, nachdem ein Spieler neue Karten vom Stock gezogen hat, kann er eine oder mehrere verschiedene Karten wählen, mit denen er die des vorherigen Spielers schlägt, indem er die gerade gespielten Karten aufnimmt.

## Schlagen
Um eine oder mehrere Karten zu schlagen, muss ein Spieler entweder eine Karte höheres Wertes oder eine Trumpfkarte haben. Wenn der vorherige Spieler jedoch einen Trumpf gespielt hat, muss dieser übertrumpft werden – siehe Abbildung.

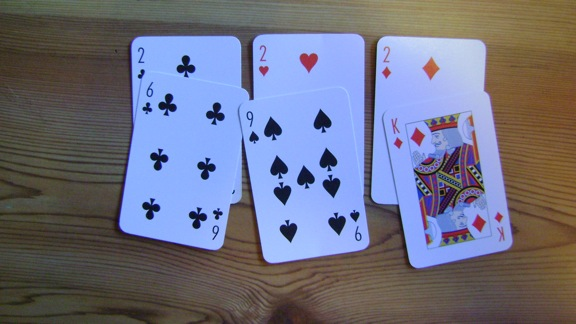
Stich mit 3 Karten

## Brede Mette
Brede Mette ist die „Rote Königin“ (rutter dame oder rutter dam), d. h. die ♦Q. Sie kann nicht geschlagen oder übertrumpft werden, muss aber weitergegeben werden. Wer am Ende des Spiels diese Karte hat, ist „Brede Mette“ und hat das Spiel verloren.

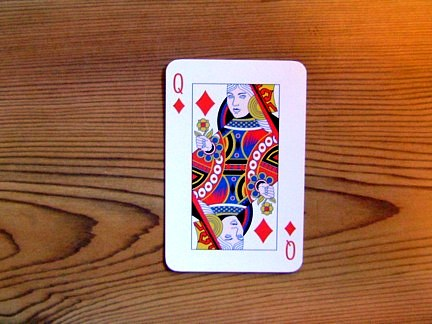
Die „Brede Mette“